# Zabaya (Larsa)
Zabaya, hijo de Samiom, fue el IV rey de la dinastía amorrea de Larsa, a comienzos del II milenio a. C. La información conservada sobre su vida y su reinado es muy limitada. Tan sólo nos han llegado dos inscripciones cuneiformes y un sello cilíndrico de su época, aparte de su mención, puesta en tela de juicio, en unos textos de paleobabilónicos hallados en Girsu. Ya de época neobabilónica existe un último texto, copia de una antiguo inscripción votiva de la vida de Zabaya.
Fue sucedido en el trono de Larsa por su hermano Gungunum.
| Predecesor: Samiom | Rey de Larsa ¿1964 a. C.? - 1932 a. C. | Sucesor: Gungunum |
| Predecesor: Samiom | Rey de Lagash ¿? - 1932 a. C.          | Sucesor: Gungunum |